# Abadia de Fore
L'abadia de Fore (Irlandès: Mainistir Fhobhair) és una antiga abadia benedictina, situada al nord del llac Lene al comtat de Westmeath, prop del poble de Fore. L'abadia va ser fundada per Sant Feichin l'any 630 dC i va ser activa durant més de 900 anys. Cap a l'any 665 dC, es creu que l'abadia acollia al voltant de 300 monjos benedictins de Normandia i uns 2000 estudiants. Les addicions arquitectòniques i els danys causats pel foc han alterat l'aspecte i la disposició del recinte al llarg dels segles.
Fore és la versió anglicitzada de l'irlandès "Fobhar", que significa "fonts d'aigua". El nom prové de la font o pou de Sant Feichin que es troba al costat de l'església vella, a poca distància del monestir en ruïnes. L'abadia apareix referenciada als Annals of Inisfallen com a "lloc de repòs de Fechtnach de Fobar". El clan Ó Cibhleacháin apareix registrat com els hereus (coarbs) del monestir de Fore.

## Un priorat benedictí
Al segle xiii, Hugh de Lacy, senyor de Meath, va construir un priorat benedictí a la vall propera. Molts dels edificis que queden avui (en ruïnes) són del segle XV i s'han restaurat al llarg d'aquest segle, fent de l'abadia de Fore el grup benedictí més gran que ha viscut i romàs a Irlanda. Aquest priorat estava dedicat tant a Sant Feichin com a Sant Taurin, abat normand del monestir matriu.
- La seva església, del segle xiii, encara conserva algunes decoracions i elegants claustres porxats.
- Adossats a l'església, encara hi ha els murs trencats de dues torres on antigament visqueren els monjos.
- Entre el 771 i el 1169, l'abadia de Fore va ser cremada 12 vegades per diversos saqueigs d'invasors, com ara el líder viking Turgesius.

## Galeria

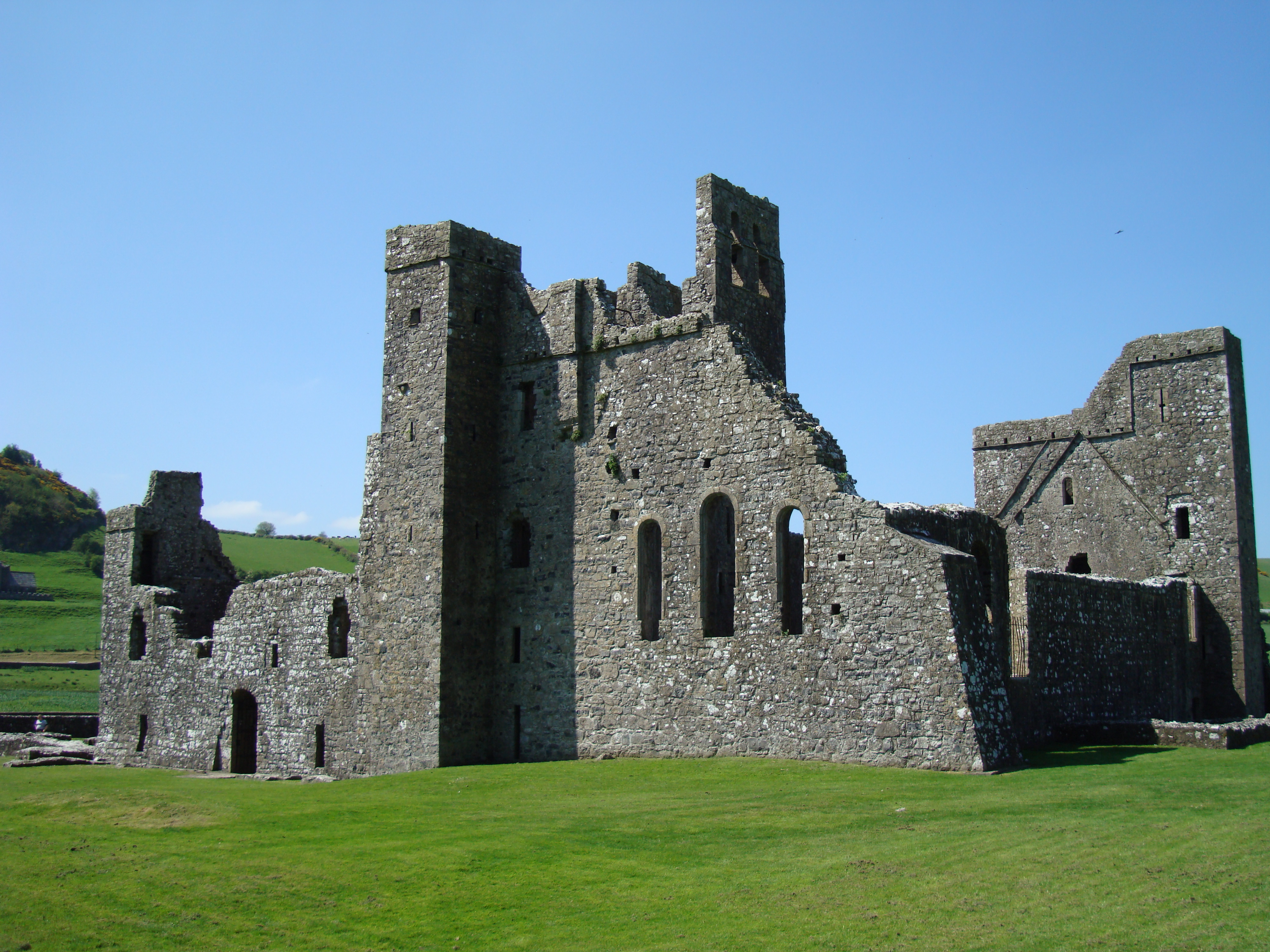
Fore Abbey
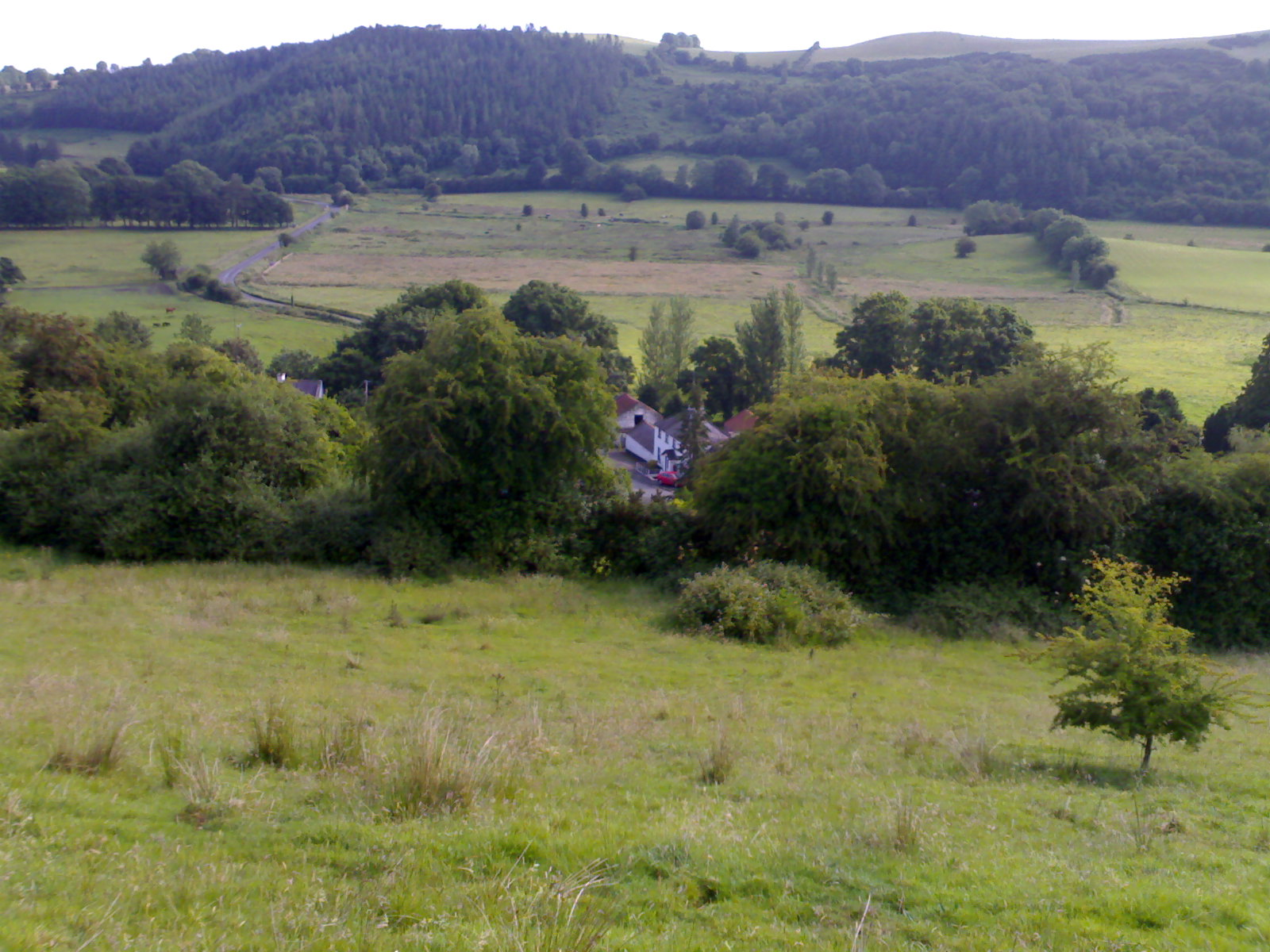
Fore Village